# منتخب سريلانكا للكابادي
منتخب سريلانكا للكابادي هو ممثل سريلانكا الرسمي في المنافسات الدولية في كابادي .